# ناو ژمچوگ
ناو ژمچوگ (به انگلیسی: Russian cruiser Zhemchug) یک کشتی بود که طول آن ۱۱۰٫۹۵ متر (۳۶۴٫۰ فوت) بود. این کشتی در سال ۱۹۰۳ ساخته شد.